# Kerfourn
Kerfourn es una comuna francesa situada en el departamento de Morbihan, de la región de Bretaña.

## Historia
Fue creada en 1839 por segregación de terrenos pertenecientes a la comuna de Noyal-Pontivy.

## Demografía
| Gráfica de evolución demográfica de Kerfourn entre 1841 y 2022 |
|                                                                |

Los datos demográficos contemplados en este gráfico se han cogido de la página francesa EHESS/Cassini.